# Гравитационная пушка
Гравитацио́нная пу́шка (англ. Gravity gun) — концепция из компьютерных игр, в частности шутеров от первого лица, вымышленное устройство, оружие, которое создаёт локальное гравитационное поле, с помощью которого можно притягивать, класть и швырять различные предметы (иногда даже людей).
Концепция гравитационной пушки впервые была применена в игре Half-Life 2, которая была разработана компанией Valve и выпущена в конце 2004 года. Гравитационная пушка активно применялась в геймплее игры в качестве как оружия, так и средства прохождения уровней. Half-Life 2 была высоко оценена игровой прессой, которая очень положительно отозвалась об инновационной концепции гравитационной пушки, назвав её большим шагом в 3D-шутерах и физической интерактивности игр в общем. После этого концепция гравитационной пушки стала всё чаще применяться в других играх в том или ином виде.
Отсылка к гравитации в названии данного устройства присутствует из-за того, что, согласно сюжету Half-Life 2, данное устройство управляет гравитацией в локальной области пространства, что и позволяет манипулировать объектами на расстоянии. И хотя во многих других играх концепция гравитационной пушки может объясняться совсем другими вещами, не имеющим никакого отношения к гравитации, термин «гравитационная пушка» традиционно закрепился за устройством, позволяющим игровому персонажу манипулировать разнообразными физическими объектами.

## Гравитационная пушка в играх серии Half-Life

Манипулятор энергетического поля нулевого уровня в руках главного героя Half-Life 2 Гордона Фримена

Гравитацио́нная пу́шка (гравипушка, англ. Gravity gun) — устройство из вселенной компьютерной игры Half-Life 2, которое позволяет толкать и притягивать неорганические предметы, расположенные на определённом расстоянии от себя.
Полное название устройства — манипулятор энергетического поля нулевого уровня (англ. Zero-point energy field manipulator). Также в сводках Альянса устройство проходит под кодовым именем «устройство контр-резонансной сингулярности» (англ. Counter-resonance singularity device). Гравитационная пушка является вымышленным оружием.

### Игровые характеристики
Гравипушка позволяет резким толчком отбрасывать предметы; придаваемый предмету импульс постоянен, тем самым приданное предмету ускорение обратно пропорционально его массе. Толкание предметов широко используется для расчистки пути и уничтожения противников — летящий предмет наносит урон, зависящий от массы и скорости предмета, а также от остроты (в главе «Мы не ходим в Рэйвенхольм» можно использовать дисковую пилу и различные металлические предметы, например, обломки бочек). Визуально гравипушка выстреливает оранжевым лучом, который толкает предмет.
Гравипушка также позволяет притягивать и поднимать предметы различной тяжести, при этом для предмета определённой массы существует некоторое максимальное расстояние, с которого его уже нельзя непосредственно поднять, но ещё можно с определённой силой притягивать к пушке. Поднятые предметы также можно как просто класть обратно, так и толкать.
С точки зрения игрового процесса гравипушка обладает бесконечным энергозапасом, то есть она может притягивать и выстреливать предметы неограниченное количество раз, не требуя подзарядки или боеприпасов.

### Гравипушка в серии игр Half-Life 2
Впервые данное устройство появляется в Главе 5: «Восточная Чёрная Меза» (англ. Black Mesa East) оригинального Half-Life 2. Гордон Фримен получает гравипушку из рук Аликс Вэнс, которая также рассказывает, как пользоваться этим устройством. По словам Аликс, гравипушка создана для работы с опасными материалами, но её широко используют для переноски тяжестей и разминирования. В игре представлен один экземпляр, но, предположительно, их существует несколько. Например, у Пса есть встроенное подобие гравипушки, с помощью которой он играет с Фрименом, перебрасываясь с ним тяжёлыми предметами.

### Гравипушка вHalf-Life 2: Deathmatch
Несмотря на то, что в сетевом многопользовательском шутере Half-Life 2: Deathmatch гравипушка не является необходимым оружием, упор игрового процесса сделан на активное использование возможностей игровой физики. Каждому игроку изначально даётся гравитационная пушка, с её помощью игроки могут швырять друг в друга тяжёлые предметы, а также взрывчатые бочки и баллоны, в больших количествах разложенные на картах. С помощью неё игроки могут перехватывать энергетические шары, выпущенные другими игроками, а также перехватывать брошенный другим игроком предмет, притягивать оружие, боеприпасы и аптечки.
Одним из особо активно используемых приёмов в Half-Life 2: Deathmatch является бросание собственной гранаты при помощи гравипушки. Для этого игрок подкидывает гранату перед собой, тут же переключается на гравипушку, притягивает брошенную гранату и швыряет её в соперника. Такой прием был назван грави-грены (англ. grav-nade от gravity gun и grenade) . Также существуют другие разновидности этого приёма.

### Гравипушка в Episode One
Роль гравипушки велика и в Half-Life 2: Episode One, так как количество патронов на картах меньше, нежели в Half-Life 2, а физических головоломок больше. Гравипушка — первое оружие игрока в Episode One.
С появлением нового вида противников — зомбированных солдат (зомбайнов), гравитационная пушка получила новую функциональность в качестве средства, с помощью которого у атакующего зомбайна можно отобрать гранату.
Заряженный манипулятор, способный манипулировать органикой, предоставляется игроку в начале игры, в Цитадели. Около трети игрового времени игрок может пользоваться только гравипушкой.
Применение гравитационной пушки в Episode One настолько широко, что она считается основным, а не вспомогательным оружием. Более того, можно пройти всю игру, используя одну только гравипушку (а также гранаты и РПГ против «боссов») — в этом случае игрок получает достижение «Одинокая пуля» (один выстрел игрок обязан сделать по сюжету).

### Гравипушка в Episode Two
В Half-Life 2: Episode Two гравипушка, так же как и в Half-Life 2: Episode One, является первым получаемым игроком оружием и в начале игры применяется практически постоянно. Кроме всего прочего, гравитационная пушка используется как пусковая установка для уничтожителей страйдеров. За всю игру гравипушка не усиливается до контр-резонансной, так как на протяжении всей игры игроку не доводится побывать на военных базах Альянса, подобных Цитадели.
Также, в Episode Two игроку предоставляется возможность увидеть, как гравипушкой пользуется Аликс Вэнс.

### Усиленная гравипушка (Устройство контр-резонансной сингулярности)

Усиленный манипулятор энергетического поля нулевого уровня

В ходе сюжетной линии Half-Life 2 и Half-Life 2: Episode One манипулятор энергетического поля многократно усиливается в Цитадели, вследствие непредвиденного взаимодействия с «конфискационной системой безопасности» — одной из защитных систем Цитадели. Заряженное У. К. Р. С. (англ. Contr-Resonant Gravity Gun), в отличие от незаряженного, обладает голубым свечением и при выстреле выпускает голубой луч. Мощность такой гравипушки позволяет ей поднимать предметы намного тяжелее и толкать их с большей силой, нежели это возможно с обычной гравипушкой. Контр-резонансная гравипушка позволяет притягивать, безопасно переносить и использовать в качестве оружия энергетические сферы (в Half-Life 2: Deathmatch это делает незаряженная гравипушка). Дальность захвата предметов также больше.
Основное отличие усиленной гравипушки от обычной — способность манипулировать органическими объектами. Этот факт влечёт за собой значительное расширение сферы применения манипулятора, который теперь может применяться непосредственно как оружие: противники, притянутые или поражённые лучом гравипушки, немедленно умирают, а их тела некоторое время подрагивают, как аннигилированные. В Цитадели оружие поражённых усиленной гравипушкой противников дезинтегрируется (возможно из-за конфискационного поля), что исключает его использование.

### Отзывы в игровой прессе
Гравитационная пушка была очень хорошо принята игровыми журналистами, которые сочли её одним из основных развлекательных элементов управления Half-Life 2. Сайт Planet Half-Life назвал гравипушку «следующим уровнем в интерактивных играх». Сайт Electronic Gaming Monthly описал гравитационную пушку как «инструмент убийства для мыслящего человека», которая позволяет игрокам играться с гравитацией и убивать врагов обычными «повседневными» объектами. Военный советник игр серии Call of Duty Хэнк Кирс (англ. Hank Keirsey) заявил, что гравипушка не является практичной в бою. Однако, он обсудил некоторые исторические прецеденты, а позже заявил, что «древние очень рано научились извлекать в бою пользу из силы тяжести — это были, как правило, скатывающиеся на врага с высоких холмов камни и порода, льющееся с крепостных башен и стен кипящее масло и смола. Тот, кто не уважал гравитацию, в итоге страдал».

## Гравитационная пушка в других играх

### Гравитационная пушка в Doom 3
Хотя Half-Life 2 была первой выпущенной игрой, имеющей гравитационную пушку, компания id Software создала её намного раньше, правда выпустила официально только вместе с Doom 3: Resurrection of Evil. Дизайнер компании Мэтт Хупер (англ. Matt Hooper) заявлял, что разработчики на самом деле использовали гравитационную пушку во время разработки игры как инструмент, позволявший дизайнерам уровней переносить и расставлять объекты по уровню. Также этим инструментом дизайнеры создавали «повреждённые» комнаты в Doom 3; вместо создания разрушенной комнаты дизайнеры создавали обычную неповреждённую комнату и потом при помощи гравипушки реалистично её «разбивали». Несмотря на то, что гравитационная пушка использовалась при разработке игры, она отсутствовала в её финальной версии. Хупер объяснил, что «мы говорили об этом много раз, однако у нас был такой большой арсенал оружия и столько много других интересных вещей, что гравитационная пушка попала в тот разряд предметов, которые никогда не были реализованы». Однако, несколько позже компания Nerve Software использовала оригинальные наработки по гравитационной пушке и спустя пять месяцев после выхода Half-Life 2 ею был выпущено дополнение к Doom 3 — Doom 3: Resurrection of Evil, — которое содержало рабочую гравитационную пушку.
В сюжете модификации гравитационная пушка была описана как «левитатор ионизированной плазмы», который был создан Union Aerospace Corporation для передвижения опасных материалов и как предвестник подъёмных лучей. Данное устройство упрощённо именовалось как grabber (граббер) и игрок его получал в начале игры. Граббер функционировал несколько по-другому, нежели его аналог из Half-Life 2. Как только граббер нацеливается на подходящий объект, он автоматически фиксируется на нём, позволяя игроку поднять этот объект нажатием на определённую кнопку (как правило, кнопка мыши). Когда игрок отпускает кнопку, удерживаемый граббером объект будет с силой брошен от игрока вперёд, превращаясь таким образом в импровизированное кинетическое оружие. В процессе использования перед игроком искажается пространство, которое происходит тем сильнее, чем дольше удерживается предмет. Со стороны же видно, что излучение граббера искривляет пространство согласно релявистской физике. Одной из ключевых особенностей граббера является возможность захвата и удержания вражеских файрболов (заряды энергии), которыми стреляют в игрока враги; захватив такой файрбол, игрок может метнуть его обратно во врага. В отличие от гравитационной пушки в Half-Life 2, граббер не может удерживать объекты так долго, как пожелает игрок. Если игрок будет удерживать объект слишком долго, граббер перегрузится и самовольно разрядится, а объект при этом упадёт.
Игровые журналисты часто напрямую сравнивали граббер с гравитационной пушкой из Half-Life 2. Некоторые отмечали, что граббер намного больше ориентирован на использование его в бою, нежели гравипушка; в частности, высоко была оценена возможность захватывать и бросать во врага вражеские файрболы. Вместе с тем граббер считали несколько неуклюжим в использовании и требующим высокой точности и аккуратности в работе, что мешало игрокам использовать его в напряжённом бою.

### Другие игры
Многие компьютерные игры, вышедшие после DOOM и Half-Life 2, содержали особенности, позволяющие игроку использовать моделирование физических законов реального мира для преимущества в бою и при прохождении уровней. В зависимости от игры, концепция гравитационной пушки появляется в виде оружия, прибора, магии либо другого средства. Например, в играх Portal и Portal 2, события которых также разворачиваются во вселенной Half-Life, существует упрощённый вид гравипушки, встроенный в переносное устройство создания порталов.
- В играх серии Crysis персонаж может руками взаимодействовать со многими предметами на уровне: брать их в руки, класть на землю, с силой бросать или использовать в качестве оружия ближнего боя.
- В играх серии BioShock концепция гравитационной пушки реализована через телекинез, который обеспечивается так называемыми плазмидами — вымышленными биологическими организмами, которые вживляются в человека и предоставляют ему сверх-способности.
- В фэнтезийной игре Dark Messiah of Might and Magic функция гравитационной пушки реализована при помощи магии.
- В серии игр Dead Space функция гравитационной пушки обеспечивается очень близким к первоисточнику устройством: модулем «Кинезис», который игрок может совершенствовать на протяжении игры[19].
- В игре Singularity функции гравипушки встроены в футуристическое устройство под названием «Time Manipulation Device» (TMD)[20].

Также гравитационная пушка была использована в качестве основного оружия в двумерной инди-игре Rochard, выполненной в жанре платформер; там она имела название «the G-Lifter» и изначально использовалась как многофункциональный инструмент для работы со скальными породами.
Во вселенной Warhammer 40 000 раса орков использует технологию «lifta-droppa», работающую по тому же принципу, что и гравитационная пушка. Однако орудия, использующие эту технологию, являются тяжёлой артиллерией и, как правило, монтируются либо на лафете, либо на тяжёлой технике наподобие Гаргантов.

## Реализация
В начале декабря 2011 года Харрисон Крикс (англ. Harrison Krix), глава «Volpin Props», закончил работу над макетом гравипушки из «Half-Life 2» в натуральную величину. По его словам, воссоздание гравипушки было очень сложным занятием, на которое он потратил около пяти недель. Гравипушка была создана для продажи на аукционе, а вырученные деньги Крикс планирует потратить на благотворительность, предоставив оборудование для компьютерных игр в детские больничные отделения.